# Gaisbeuren
Gaisbeuren ist ein Stadtteil von Bad Waldsee, mit einer Fläche von 2098,52 ha.

## Lage
Gaisbeuren liegt etwa 1 Kilometer südlich von Bad Waldsee, an der Kreuzung der Bundesstraße 30 mit der Landesstraße 285, die über Reute nach Aulendorf führt.

## Name
Der Name Gaisbeuren setzt sich aus den Bestandteilen „Geiß“ und „bur“ zusammen. „Geiß“ bedeutet weibliche Hausziege, während „bur“ so viel wie „Bau“ oder „Siedlung“ bedeutet. Die früheste bekannte Form des Namens ist „Geizburron“, welche in einer Abschrift aus dem 15. Jahrhundert einer Urkunde von 1227 überliefert ist.

## Geographie

### Gliederung
Zur Gemarkung Gaisbeuren gehören folgende Weiler und Wohnplätze:
- Ankenreute[2]
- Arisheim[3]
- Atzenreute[4]
- Basenreute[5]
- Dinnenried[6]
- Enzisreute[7]
- Haldenhof
- Haldensäge[8]
- Kümmerazhofen[9]
- Tobel[10]

### Gewässer
Durch Gaisbeuren fließt der Durlesbach, in den südlich von Atzenreute der namenlose Zufluss NN-TZ5 (Technischer Name) mündet. Ebenfalls durch Gaisbeuren verläuft der Arisheimer Bach, der in der Freifläche zwischen dem Industrie- und Wohngebiet an der nordwestlichen Grenze des Ortes in den Durlesbach einfließt.

## Geschichte
Die Geschichte von Gaisbeuren reicht bis ins frühe Mittelalter zurück. 

### Mittelalter und Frühe Neuzeit
Die erste urkundliche Erwähnung des Ortes erfolgte im Jahr 680 als „Gundlisesburia“ im Zuge einer Schenkung von vier Huben an das Kloster St. Gallen. Im 12. Jahrhundert wurde die St. Leonhardskirche erbaut, was Gaisbeuren zu einer der ältesten Pfarreien im Bistum machte. Von 1331 bis 1806 gehörte Gaisbeuren zu Österreich. Eine weitere frühe urkundliche Erwähnung datiert auf 1481 mit dem Gasthaus Adler, das als „Taffern“ nicht nur Wirtshaus, sondern auch Brauerei, Bäckerei, Metzgerei und Zollstation war.

### Krisen und erste Entwicklungen
Im Bauernkrieg von 1525 schlug der Truchseß Georg von Waldburg die aufständischen Bauern bei Gaisbeuren nieder, woraufhin der Ort in Brand gesteckt wurde. Der Dreißigjährige Krieg (1618–1648) brachte schwere Verwüstungen mit sich, und im Jahr 1629 brach eine Seuchenwelle aus. Trotz dieser Widrigkeiten bestand in Gaisbeuren bis ins 17. Jahrhundert ein Liebhabertheater. Der Schulunterricht wurde ab 1753 in einer Privatwohnung angeboten.

### Eigenständigkeit und Neuzeit
Bis ins 19. Jahrhundert war Gaisbeuren ein Ortsteil von Bergatreute, mit den Klöstern Baindt und dem Stift Waldsee als Grundherren. Das erste eigene Schulhaus wurde 1838 erbaut. Trotz Protesten der Bürger von Bergatreute erfolgte 1847 die Abtrennung Gaisbeurens von Bergatreute und die Eingliederung als eigenständige Gemeinde in das Oberamt Waldsee. Im Jahr 1867 ereignete sich in Kümmerazhofen ein Brand, bei dem neun dicht beieinander stehende Gebäude zerstört wurden. Das Rathaus wurde 1898 umgebaut und die Schule 1932 erweitert. Im Zuge der Kreisreform von 1938 kam Gaisbeuren zum Landkreis Ravensburg.

### Nachkriegszeit und Eingemeindung
Zwischen 1946 und 1976 konzentrierte sich Gaisbeuren auf den Ausbau der öffentlichen Infrastruktur, beispielsweise durch die Einrichtung von Gemeinschaftsgefrieranlagen und die Verbesserung der Wasserversorgung. Von 1964 bis 1965 entstand ein Gewerbegebiet. Im Zuge der Gemeindereform wurde Gaisbeuren schließlich 1973 in die Stadt Bad Waldsee eingegliedert.

### Jüngere Entwicklungen
2003/2004 wurden das Dorfgemeinschaftshaus, die neue Ortschaftsverwaltung und der neue Kindergarten eröffnet. Die letzte Klasse in der Schule Gaisbeuren wurde 2006 unterrichtet, und das Schulgebäude an der B 30 wurde 2008 abgerissen. Im Jahr 2014 schloss sich Gaisbeuren mit Reute zur Ortschaft Reute-Gaisbeuren zusammen.

## Geschichte der Feuerwehr
Die Geschichte des Brandschutzes in Gaisbeuren beginnt am 19. Juni 1850 mit der Einführung der ersten Lokalfeuerordnung. Diese verpflichtete jeden Bürger zur Haltung eines Feuereimers, dessen Brauchbarkeit regelmäßig kontrolliert wurde. Im Brandfall mussten alle Bürger unverzüglich mit ihren Eimern zum Brandort eilen. Pferdebesitzer waren zum schnellen Transport von Wasserfässern verpflichtet, während andere Bürger Schöpfgefäße (Schapfen) mitbringen sollten. Bei Winterbränden waren Frauen angehalten, heißes Wasser zur Verhinderung des Einfrierens von Feuerspritzen bereitzustellen. Jeder Hausbesitzer musste bei einem nächtlichen Brand eine Laterne vor seinem Haus aufhängen. Die Lokalfeuerordnung sah zudem vor, jüngere Bürger notfalls zwangsweise zur Brandbekämpfung heranzuziehen.
Am 9. August 1855 wurde eine Vereinbarung mit Reute getroffen, wonach Gaisbeuren sich mit 100 Gulden an der dortigen Wagenspritze beteiligte. Bereits 1864 schaffte Gaisbeuren jedoch eine eigene fahrbare Feuerspritze an. Für den Ort Kümmerazhofen wurde am 29. Juni 1879 die Anschaffung einer neuen Buttenspritze mit 50 Metern Schlauch beschlossen.
Im Jahr 1888 erfolgte die Einführung der Pflichtfeuerwehr für alle männlichen Einwohner zwischen 18 und 50 Jahren. Gleichzeitig wurde in Gaisbeuren eine Saugdruckfeuerspritze angeschafft. Die Umwandlung der Pflichtfeuerwehr in eine freiwillige Feuerwehr erfolgte am 1. April 1935. Im Jahr 1936 wurde die Feuerwehrabgabe eingeführt. Nach dem Zweiten Weltkrieg wurde die Feuerwehr 1945 unter französischer Besatzung reorganisiert.

## Sehenswürdigkeiten
- Kapelle St. Leonhard

## Infrastruktur

### Verkehrsanbindung

#### Straße
Gaisbeuren liegt direkt an der Bundesstraße 30, die Ulm mit dem Bodensee verbindet und in diesem Bereich zweispurig ausgebaut ist. Von Gaisbeuren führt die Landesstraße 285 in westlicher Richtung nach Aulendorf, während nach Osten lediglich kleinere Gemeindeverbindungswege bestehen.

#### Radverkehr
Obwohl Gaisbeuren nicht direkt an das Radnetz Baden-Württemberg angeschlossen ist, existiert ein Fahrradweg nach Reute mit Weiterführung nach Bad Waldsee. Zudem nutzen viele Fahrradfahrer die zwei Gemeindeverbindungswege über Heurenbach nach Bad Waldsee, da diese eine bedeutend kürzere Strecke darstellen.

### Öffentliche Einrichtungen

#### Dorfgemeinschaftshaus
Das Dorfgemeinschaftshaus in Gaisbeuren bietet barrierefreie Räumlichkeiten, darunter ein Foyer für 50–60 Personen und ein Saal für etwa 200 Personen, und dient Vereinen, Bürgern sowie für standesamtliche Trauungen, Hochzeiten und Tagungen.

#### Kindergärten
Der Katholische Kindergarten St. Leonhard Gaisbeuren befindet sich im Dorfgemeinschaftshaus in der St.-Leonhard-Straße 9.

### Freizeitanlagen

#### Bolzplatz
Im Schorrenweg in Gaisbeuren direkt neben dem Tennisplatz steht ein Bolzplatz zur Verfügung.

#### Grillplatz im Schorren
Eingebettet in das nördlich von Gaisbeuren gelegene Waldgebiet Schorren befindet sich der Grillplatz im Schorren. Er ist über den parallel zur B 30 verlaufenden Gemeindeverbindungsweg von Gaisbeuren über Heurenbach nach Bad Waldsee erreichbar.
Die Ausstattung umfasst eine Grillstelle sowie Sitzgelegenheiten in Form eines Tisches und zweier Bänke. Die Nutzung des Grillplatzes bedarf einer vorherigen Genehmigung durch die Verwaltung.

#### KK-Schießstand
Die Kyffhäuserkameradschaft betreibt einen KK-Schießstand in Gaisbeuren.

#### Schießstand Kümmerazhofen
- 6 Bahnen 100 m laufender Keiler
- 50 m laufender Kipp-Hase
- 35 m Kurzwaffenstand
- 25 m Wurftauben Trap-Anlage
- Wurftauben Skeet-Anlage
- Wurftauben Jagdparcours-Anlage[18]

Die Schießanlage in Gaisbeuren, die auf einer Grundfläche von ca. 32.000 m² sämtliche umweltrelevanten Erfordernisse in höchstem Maße erfüllt, ist wohl aufgrund dieser umfassenden Umweltstandards einzigartig in Europa (Stand: 2024).

#### Spielplätze
Gaisbeuren verfügt über vier Spielplätze:
- Spielplatz Kalkofen
- Spielplatz am Mühlbach
- Spielplatz St.-Georg-Weg
- Spielplatz Am Anger

#### Tennisplatz
Die Tennisplätze in Gaisbeuren, betrieben vom Tennisclub Gaisbeuren, liegen im Schorrenweg, unmittelbar neben dem Bolzplatz. Die Anlage umfasst:
- Vier Sandplätze
- Eine Boule-Bahn
- Ein Kleinfeld-Fußballplatz
- Eine Slackline
- Eine Kletterwand.
- Für Kinder stehen Schaukeln, eine Rutsche und ein Sandkasten zur Verfügung.[20]

## Sehenswürdigkeiten
- Kapelle St. Leonhard (Gaisbeuren)

## Regelmäßige Veranstaltungen
- Waldstock-Festival, auf dem Grillplatz im Schorren